# Illja Martsjenko
Illja Martsjenko (Oekraïens: Ілля Марченко; Dniprodzerzjynsk, 8 september 1987) is een Oekraïens tennisspeler. Hij heeft nog geen ATP-toernooi gewonnen. Wel doet Martsjenko sinds 2010 mee aan de grandslams. Hij heeft zes challengers in het enkelspel en twee challengers in het dubbelspel op zijn naam staan.

## Palmares

### Palmares enkelspel
| Nr.                  | Datum             | Toernooi  | Ondergrond    | Tegenstander in finale | Score          |
| -------------------- | ----------------- | --------- | ------------- | ---------------------- | -------------- |
| Gewonnen challengers |                   |           |               |                        |                |
| 1.                   | 10 augustus 2009  | Istanboel | Hardcourt     | Florian Mayer          | 6-4, 6-4       |
| 2.                   | 16 juli 2012      | Penza     | Hardcourt     | Jevgeni Donskoj        | 7-5, 6-3       |
| 3.                   | 16 november 2014  | Brescia   | Hardcourt (I) | Farrukh Dustov         | 6-4, 5-7, 6-2  |
| 4.                   | 11 oktober 2015   | Bergen    | Hardcourt (I) | Benjamin Becker        | 6-2, 6-78, 6-4 |
| 5.                   | 24 juli 2016      | Recanati  | Hardcourt     | Ilja Ivasjka           | 6-4, 6-4       |
| 6.                   | 24 september 2017 | İzmir     | Hardcourt     | Stéphane Robert        | 7-62, 6-0      |

### Palmares dubbelspel
| Nr.                              | Datum             | Toernooi | Ondergrond    | Partner           | Tegenstanders in finale         | Score       |
| -------------------------------- | ----------------- | -------- | ------------- | ----------------- | ------------------------------- | ----------- |
| Gewonnen challengers herendubbel |                   |          |               |                   |                                 |             |
| 1.                               | 29 september 2013 | Orléans  | Hardcourt (i) | Serhij Stachovsky | Ričardas Berankis Franko Škugor | 7-5, 6-3    |
| 2.                               | 16 november 2014  | Brescia  | Tapijt (i)    | Denys Molchanov   | Roman Jebavý Błażej Koniusz     | 7-6(4), 6-3 |

## Resultaten grote toernooien
| Legenda | Legenda                          |
| ------- | -------------------------------- |
| g.t.    | geen toernooi gehouden           |
| l.c.    | lagere categorie                 |
| –       | niet deelgenomen                 |
| G       | uitgeschakeld in de groepsfase   |
| 1R      | uitgeschakeld in de eerste ronde |
| 2R      | uitgeschakeld in de tweede ronde |
| 3R      | uitgeschakeld in de derde ronde  |
| 4R      | uitgeschakeld in de vierde ronde |
| KF      | uitgeschakeld in de kwartfinale  |
| HF      | uitgeschakeld in de halve finale |
| F       | de finale verloren               |
| W       | het toernooi gewonnen            |
| w-v     | winst/verlies-balans             |

### Enkelspel
| Grandslamtoernooien   |       |      |     |               |               |               |       |      |        |
| Australian Open       | 2R    | 2R   | 1R  | –             | –             | 1R            | 1R    | 1R   | 2–6    |
| Roland Garros         | 1R    | –    | –   | 1R            | –             | 1R            | 1R    | –    | 0-4    |
| Wimbledon             | 2R    | 1R   | –   | –             | –             | –             | 1R    | 1R   | 1-3    |
| US Open               | 1R    | –    | –   | –             | 2R            | 2R            | 4R    | –    | 5-4    |
| Winst-verlies         | 2-3   | 1–2  | 0-1 | 0-1           | 1-1           | 1-3           | 3-4   | 0-2  | 8-17   |
| ATP World Tour Finals |       |      |     |               |               |               |       |      |        |
| ATP World Tour Finals | –     | –    | –   | –             | –             | –             | –     | –    | 0-0    |
| ATP Masters 1000      |       |      |     |               |               |               |       |      |        |
| Indian Wells          | –     | 1R   | –   | –             | –             | –             | 2R    | –    | 1-2    |
| Miami                 | 2R    | –    | –   | –             | –             | –             | 1R    | –    | 1-2    |
| Monte Carlo           | –     | –    | –   | –             | –             | –             | –     | –    | 0–0    |
| Rome                  | –     | –    | –   | –             | –             | –             | –     | –    | 0-0    |
| Madrid                | –     | –    | –   | –             | –             | –             | –     | –    | 0-0    |
| Montreal/Toronto      | 1R    | –    | –   | –             | –             | –             | –     | –    | 0–1    |
| Cincinnati            | –     | –    | –   | –             | –             | –             | –     | –    | 0-0    |
| Shanghai              | –     | –    | –   | –             | –             | –             | –     | –    | 0–0    |
| Parijs                | 1R    | –    | –   | –             | –             | –             | 1R    | –    | 0-2    |
| Olympische Spelen     |       |      |     |               |               |               |       |      |        |
| Olympische Spelen     | g.t.  | g.t. | –   | geen toernooi | geen toernooi | geen toernooi | 1R    | g.t. | 0-1    |
| Statistieken          |       |      |     |               |               |               |       |      |        |
| Totaal aantal titels  | 0     | 0    | 0   | 0             | 0             | 0             | 0     | 0    |        |
| Totaal winst-verlies  | 18-21 | 5-12 | 3-1 | 1-4           | 4-5           | 5-7           | 15-22 | 4-6  | 61-84  |
| Eindejaarsranking     | 81    | 228  | 160 | 155           | 143           | 94            | 74    | 198  | n.v.t. |